# I Am Not Your Negro
Pour plus de détails, voir Fiche technique et Distribution.
I Am Not Your Negro, ou Je ne suis pas votre nègre au Québec, est un  documentaire franco-américain écrit, coproduit et réalisé par le cinéaste haïtien Raoul Peck, sorti en 2016. Il retrace la lutte des Noirs américains pour les droits civiques à partir d'un texte inédit de James Baldwin (Remember this house), qui se déroule notamment pendant la période des meurtres de Medgar Evers, Malcolm X, et Martin Luther King.
Ce long-métrage a remporté de nombreuses récompenses, étant en particulier nommé aux Oscars 2017 au titre de meilleur documentaire.
En France, le film sort dans les salles le 10 mai 2017 après avoir été diffusé sur Arte et YouTube en avant-première, sous le titre Je ne suis pas votre nègre.
Lors de la 43e cérémonie des César en 2018, I Am Not Your Negro remporte le César du meilleur film documentaire.

## Fiche technique
- Titre original et français : I Am Not Your Negro
- Titre québécois : Je ne suis pas votre nègre
- Réalisation : Raoul Peck
- Scénario : Raoul Peck, d'après James Baldwin
- Musique : Alexeï Aïgui
- Photographie : Henry Adebonojo, Bill Ross et Turner Ross
- Montage : Alexandra Strauss
- Production : Rémi Grellety, Hébert Peck et Raoul Peck
- Société de production : Velvet Film
- Sociétés de distribution : Magnolia Pictures ; Sophie Dulac Distribution (France)
- Pays de production :  France,  États-Unis,  Belgique,  Suisse[2]
- Langue originale : anglais
- Format : couleur / noir et blanc- 35 mm - 1,78:1
- Genre : documentaire
- Durée : 93 minutes
- Dates de sortie :
  - Canada : première projection le 10 septembre 2016 pour le Festival international du film de Toronto 2016
  - États-Unis : 3 février 2017
  - Canada : 24 février 2017
  - Espagne, Royaume-Uni et Irlande : 7 avril 2017
  - France : 10 mai 2017

## Distribution
- Samuel L. Jackson : narrateur (version anglaise originale)
- JoeyStarr : narrateur (version française)

## Accueil

### Accueil critique
L'accueil critique est très positif : le site Allociné propose une moyenne  de 4,4/5 à partir de l'interprétation des critiques de presse recensées. Rotten Tomatoes liste 98% de critiques presse positives.
Pour Jean-Baptiste Morain des Inrockuptibles, « En une heure et demie, Peck fait le tour de la question noire aux États-Unis, raconte l'histoire de l'esclavage, de l'abolitionnisme, de la lutte des Afro-Américains pour obtenir l'égalité des droits. [...] C'est une histoire violente (elle l'est toujours aujourd’hui, malgré les mandats d'Obama), bien évidemment, et le film met tout en œuvre pour que le spectateur puisse se mettre à la place d'un Noir qui vit aux États-Unis, face à l'humiliation, aux lynchages, à l'injustice permanente. [...] I Am Not Your Negro est une totale réussite ».

### Box-office
- France : 79 054 entrées[6]
- Allemagne : 2 828 entrées[6]

## Distinctions
Le documentaire a obtenu plus de 20 récompenses et plus de 4 nominations ou sélections.

### Récompenses
- San Francisco Film Critics Circle 2016 :
  - Meilleur documentaire
- Southeastern Film Critics Association Awards 2016 :
  - Meilleur documentaire
- St. Louis Film Critics Association, US 2016 :
  - Meilleur film documentaire
- Black Film Critics Circle Awards 2016 : Special Mention
- Chicago International Film Festival 2016 :
  - Meilleur documentaire pour Raoul Peck
- Hamptons International Film Festival 2016 :
  - Meilleur documentaire pour Raoul Peck
- International Documentary Association 2016 :
  - Best Writing pour James Baldwin et Raoul Peck
- Los Angeles Film Critics Association Awards 2016 :
  - Best Documentary/Non-Fiction Film
- Philadelphia Film Festival 2016 :
  - Meilleur documentaire Audience Award pour Raoul Peck
  - Meilleur documentaire Jury Award pour Raoul Peck
- Indiewire Critics' Poll 2016 :
  - Meilleur documentaire (3e place)
- Berlin International Film Festival 2017 :
  - Meilleur film documentaire pour Raoul Peck
- Portland International Film Festival 2017 :
  - Meilleur documentaire pour Raoul Peck
  - Panorama pour Raoul Peck
- DocAviv Film Festival 2017 :
  - Best International Film - Honorable Mention pour Raoul Peck
- Dublin Film Critics Circle Awards 2017 :
  - Meilleur documentaire pour Raoul Peck
- Jameson Dublin International Film Festival 2017 :
  - DFCC Best Documentary pour Raoul Peck
- Golden Trailer Awards 2017 :
  - Meilleur documentaire pour Amazon Studios, Magnolia Pictures et Mark Woolen & Associates
  - The Don LaFontaine Award for Best Voice Over pour Amazon Studios et Mark Woolen & Associates
- Luxembourg City Film Festival 2017 :
  - Documentary Award pour Raoul Peck
- National Society of Film Critics Awards, USA 2017 :
  - Best Non-Fiction Film (2e place)
- Oxford Film Festival, Mississippi, USA 2017 :
  - Meilleur documentaire pour Raoul Peck (2e place)
- Festival du film documentaire de Thessalonique 2017 :
  - Amnesty International Award pour Raoul Peck
- Toronto International Film Festival 2016 :
  - Meilleur documentaire pour Raoul Peck
- Village Voice Film Poll 2016 :
  - Meilleur documentaire (3e place)
- Baftas Awards 2018 :
  - Meilleur documentaire
- César 2018 :
  - Meilleur film documentaire pour Raoul Peck et Rémi Grellety

### Nominations
- Oscar 2017 :
  - Meilleur film documentaire pour Raoul Peck, Rémi Grellety et Hébert Peck
- Alliance of Women Film Journalists 2017 :
  - Meilleur documentaire pour Raoul Peck
  - Best Editing pour Alexandra Strauss
- Austin Film Critics Association 2016 :
  - Meilleur documentaire
- Awards Circuit Community Awards 2016 :
  - Meilleur film documentaire pour Raoul Peck
- Berlin International Film Festival 2017 :
  - Film documentaire pour Raoul Peck
  - Panorama pour Raoul Peck
- Black Film Critics Circle Awards 2016 : Special Mention
- Black Reel Awards 2017 :
  - Outstanding Documentary Feature pour Raoul Peck
- Cartagena Film Festival 2017 :
  - Meilleur film pour Raoul Peck
- Central Ohio Film Critics Association 2017 :
  - Meilleur documentaire
- Chicago International Film Festival 2016 :
  - Meilleur documentaire pour Raoul Peck
- Cinema Eye Honors Awards, US 2017 :
  - Raoul Peck
  - Outstanding Achievement in Nonfiction Feature Filmmaking pour Raoul Peck, Rémi Grellety et Hébert Peck
  - Outstanding Achievement in Direction pour Raoul Peck
  - Outstanding Achievement in Editing pour Alexandra Strauss
  - Outstanding Achievement in Original Music Score pour Alexei Aigui
- Dallas-Fort Worth Film Critics Association Awards 2016 :
  - Meilleur documentaire (4e place)
- Denver Film Critics Society 2017 :
  - Meilleur film documentaire
- Directors Guild of America, USA 2017 :
  - Outstanding Directorial Achievement in Documentary pour Raoul Peck
- DocAviv Film Festival 2017 :
  - Best International Film - Honorable Mention pour Raoul Peck
  - Best International Film pour Raoul Peck
- Film Independent Spirit Awards 2017 :
  - Meilleur documentaire pour Raoul Peck
- Florida Film Critics Circle Awards 2016 :
  - Meilleur documentaire
- Gay and Lesbian Entertainment Critics Association (GALECA) 2017 :
  - Documentaire de l'année
- Georgia Film Critics Association (GFCA) 2017 :
  - Meilleur film documentaire
- Gold Derby Awards 2017 :
  - Film documentaire pour Raoul Peck, Rémi Grellety et Hébert Peck
- Golden Trailer Awards 2017 :
  - Meilleur documentaire pour Amazon Studios, Magnolia Pictures et Mark Woolen & Associates
  - The Don LaFontaine Award for Best Voice Over pour Amazon Studios et Mark Woolen & Associates
  - Best Documentary TV Spot pour Magnolia Pictures et Mark Woolen & Associates
- Gotham Awards 2016 :
  - Audience Award pour Raoul Peck, Rémi Grellety et Hébert Peck
  - Meilleur documentaire pour Raoul Peck, Rémi Grellety et Hébert Peck
- Hamptons International Film Festival 2016 :
  - Meilleur documentaire pour Raoul Peck
  - Meilleur film pour Raoul Peck
- Image Awards 2017 :
  - Outstanding Documentary (Film)
- Indiewire Critics' Poll 2016 :
  - Meilleur documentaire (3e place)
  - Best Editing pour Alexandra Strauss (9e place)
- International Documentary Association 2016 :
  - Best Writing pour James Baldwin et Raoul Peck
  - Best Feature pour Raoul Peck, Rémi Grellety et Hébert Peck
  - Video Source Award pour Raoul Peck
- Istanbul International Film Festival 2017 :
  - Human Rights in Cinema Competition pour Raoul Peck
- Jameson Dublin International Film Festival 2017 :
  - DFCC Best Documentary pour Raoul Peck
- Los Angeles Film Critics Association Awards 2016 :
  - Best Documentary/Non-Fiction Film
- Luxembourg City Film Festival 2017 :
  - Documentary Award pour Raoul Peck
- Melbourne International Film Festival 2017 :
  - Meilleur documentaire pour Raoul Peck (4e place)
- MTV Movie + TV Awards 2017 :
  - Meilleur documentaire
- National Society of Film Critics Awards, USA 2017 :
  - Best Non-Fiction Film (2e place)
- North Carolina Film Critics Association 2017 :
  - Meilleur film documentaire
- Online Film Critics Society Awards 2017 :
  - Meilleur documentaire
- Oxford Film Festival, Mississippi, USA 2017 :
  - Meilleur documentaire pour Raoul Peck (2e place)
- Philadelphia Film Festival 2016 :
  - Meilleur documentaire Audience Award pour Raoul Peck
  - Meilleur documentaire Jury Award pour Raoul Peck
- Portland International Film Festival 2017 :
  - Meilleur documentaire pour Raoul Peck
- San Francisco Film Critics Circle 2016 :
  - Meilleur documentaire
- Southeastern Film Critics Association Awards 2016 :
  - Meilleur documentaire
- St. Louis Film Critics Association, US 2016 :
  - Meilleur film documentaire
- Sydney Film Festival 2017 :
  - Meilleur film pour Raoul Peck
- Festival du film documentaire de Thessalonique 2017 :
  - Amnesty International Award pour Raoul Peck
- Toronto International Film Festival 2016 :
  - Meilleur documentaire pour Raoul Peck
- Village Voice Film Poll 2016 :
  - Meilleur documentaire (3e place)
- Washington DC Area Film Critics Association Awards 2016 :
  - Meilleur documentaire